# Wysschaja Liga 1971/72
Die Saison 1971/72 der Wysschaja Liga war die 26. Spielzeit der höchsten sowjetischen Eishockeyspielklasse. Den sowjetischen Meistertitel sicherte sich zum insgesamt 17. Mal ZSKA Moskau, während Lokomotive Moskau in die zweite Liga abstieg.

## Modus
Die neun Mannschaften der Wysschaja Liga spielten in einer gemeinsamen Hauptrunde vier Mal gegen jeden Gegner, wodurch die Gesamtzahl der Spiele pro Mannschaft 32 betrug. Die punktbeste Mannschaft wurde Meister, während der Tabellenletzte direkt in die zweite Liga abstieg. Für einen Sieg erhielt jede Mannschaft zwei Punkte, bei einem Unentschieden gab es einen Punkt und bei einer Niederlage null Punkte.

## Hauptrunde
|    | Klub                  | Sp | S  | U | N  | T   | GT  | Punkte |
| -- | --------------------- | -- | -- | - | -- | --- | --- | ------ |
| 1. | ZSKA Moskau           | 32 | 27 | 3 | 2  | 202 | 94  | 57     |
| 2. | Dynamo Moskau         | 32 | 20 | 4 | 8  | 127 | 95  | 44     |
| 3. | Spartak Moskau        | 32 | 17 | 2 | 13 | 140 | 123 | 36     |
| 4. | Krylja Sowetow Moskau | 32 | 15 | 2 | 15 | 112 | 121 | 32     |
| 5. | Traktor Tscheljabinsk | 32 | 12 | 6 | 14 | 123 | 136 | 30     |
| 6. | SKA Leningrad         | 32 | 13 | 2 | 17 | 100 | 125 | 28     |
| 7. | Chimik Woskressensk   | 32 | 13 | 1 | 18 | 98  | 112 | 27     |
| 8. | Torpedo Gorki         | 32 | 9  | 5 | 18 | 108 | 127 | 23     |
| 9. | Lokomotive Moskau     | 32 | 5  | 1 | 26 | 79  | 156 | 11     |

Sp = Spiele, S = Siege, U = unentschieden, N = Niederlagen, OTS = Overtime-Siege, OTN = Overtime-Niederlage, SOS = Penalty-Siege, SON = Penalty-Niederlage

## Topscorer
Fett: Saisonbestwert
| Spieler          | Mannschaft            | Tore | Assists | Punkte |
| ---------------- | --------------------- | ---- | ------- | ------ |
| Waleri Charlamow | ZSKA Moskau           | 26   | 16      | 42     |
| Wladimir Wikulow | ZSKA Moskau           | 34   | 5       | 39     |
| Wladimir Petrow  | ZSKA Moskau           | 21   | 16      | 37     |
| Juri Blinow      | ZSKA Moskau           | 25   | 9       | 34     |
| Anatoli Kartajew | Traktor Tscheljabinsk | 21   | 12      | 33     |

## Sowjetischer Meister
| Meister ZSKA Moskau | Torhüter: Wladislaw Tretjak, Nikolai Tolstikow, Juri Karmanow Verteidiger: Juri Blochin, Alexander Gussew, Wiktor Kuskin, Wladimir Luttschenko, Alexander Ragulin, Igor Romischewski, Alexei Woltschenkow, Gennadi Zygankow Angreifer: Juri Blinow, Waleri Charlamow, Anatoli Firsow, Sergei Glasow, Boris Michailow, Jewgeni Mischakow, Juri Moissejew, Wladimir Petrow, Wladimir Wikulow, Alexander Woltschkow Trainerstab: Anatoli Tarassow, Konstantin Loktew |

## Auszeichnungen
- Wertvollster Spieler (Preis der Zeitschrift „Футбол-Хоккей“): Alexander Malzew (Dynamo Moskau) und Waleri Charlamow (ZSKA);
- All-Star-Team:
  - Tor: Wladislaw Tretjak (ZSKA)
  - Abwehr: Alexander Ragulin – Wladimir Luttschenko (beide ZSKA)
  - Angriff: Wladimir Wikulow (ZSKA) – Alexander Malzew (Dynamo Moskau) – Waleri Charlamow (ZSKA)
- Preis „Tri Bombardira“ (russisch Три бомбардира, Preis der Zeitung „Труд“): Wladimir Wikulow – Anatoli Firsow – Waleri Charlamow (ZSKA)